# Mac OS X v10.5
Pour les articles homonymes, voir Léopard (homonymie).
Mac OS X Leopard (version 10.5) est la sixième version du système d'exploitation Mac OS X d'Apple. Il a officiellement été lancé le vendredi 26 octobre 2007, à 18 heures (CEST).
Cette cinquième mise à jour majeure de Mac OS X est la première à être commercialisée en Universal binaries, pour être compatible tant avec les anciens Macintosh à processeur PowerPC (PPC G4, G5 à partir de 867 MHz) qu'avec les nouveaux à processeur Intel (CoreDuo, Core2Duo, Xeon), et requiert au minimum 512 Mo de RAM pour 9 Go d'espace disque.

## Nouveautés officielles

### Des nouveautés apparues au fur et à mesure
Pour le premier aperçu officiel de « Leopard », Apple a précisé qu'elle n'évoquerait pas toutes les fonctionnalités pour éviter que « [ses] amis ne démarrent leurs photocopieurs plus tôt qu'ils ne le devraient ». L'entreprise s'est donc contentée de communiquer sur dix grandes nouveautés seulement (détaillées plus loin dans cet article).
Un an plus tard, Apple déclare présenter une version « presque finale » de « Leopard », en dévoilant quelques nouveautés (nouveau Bureau, nouveau Finder) qui s'ajoutent à celles déjà présentées. Comme souvent après les annonces d'Apple, les réactions sont partagées entre ceux qui attendaient davantage de surprise (attente née du teasing de l'entreprise), et les autres.

### Liste des nouveautés grand public

#### Les nouveautés du système d'exploitation
- Nouveau bureau, avec désormais :
  - Un Dock en trois dimensions avec des effets de réflexion,
  - qui peut contenir des piles de documents (les stacks en anglais),
  - Les dossiers sont maintenant tout bleu et non plus semi-transparents.
  - Une nouvelle barre de menu (semi-transparente, en fonction du fond d'écran) qui contient une zone de recherche dans le menu Aide, permettant de trouver rapidement une commande dans un menu, ou un article de support,
  - L'interface des fenêtres a été harmonisée : il n'y a plus qu'un seul thème officiel (celui apparu avec la version 7 d'iTunes), la texture de métal brossé n'est donc plus utilisée,
  - Enfin, l'interface est vectorielle ;
- nouveau Finder, qui revêt la même barre latérale qu'iTunes, peut naviguer dans les dossiers grâce à Cover Flow (une fonctionnalité également reprise d'iTunes), et permet d'avoir un aperçu des fichiers par leur icône (pochette d'album pour les musiques, premiers mots pour un texte, première page pour un PDF, etc.) ;
- QuickLook, une nouvelle fonctionnalité qui permet d'avoir un aperçu rapide d'un fichier sans avoir à ouvrir l'application qui y est associée. De nombreux types de fichiers sont supportés : images, musiques, fichiers textes, fichiers PDF, présentations, vidéos, documents Microsoft Office, etc. ;
- Time Machine, un nouvel utilitaire qui sauvegarde automatiquement, de façon continue et transparente, tous les fichiers d'un utilisateur (sur un disque dur externe ou un serveur) et permet leur restauration à la carte, dans toute application compatible ;
- Spaces, une nouvelle fonctionnalité qui apporte à Mac OS X le support des « bureaux multiples » ;
- Spotlight, l'outil de recherche rapide, pourra désormais effectuer des recherches grâce à des opérateurs booléens, et ce sur tous les Macs du réseau local. Il sera également à même de rechercher le contenu du dictionnaire et d'effectuer des calculs sans avoir à ouvrir la Calculette ;
- intégration de Core Animation, un nouveau système de développement d'animations, utilisable par les développeurs pour améliorer l'interactivité dans leurs applications, ou pour la création d'économiseurs d'écran, par exemple ;
- amélioration de « l'accès universel » du système aux personnes handicapées, avec notamment un nouveau lecteur d'écran plus réaliste appelé VoiceOver, la révision du système de navigation dans les différents éléments du système et le support du braille et du sous-titrage avancé dans QuickTime ;
- système conçu entièrement en 64 bits, permettant une exécution native des applications de ce type, tout en restant compatible avec les applications 32 bits, et ce, sans émulation ;
- amélioration des fonctions de contrôle parental (contrôle à distance, définition de plages horaires de « couvre-feu », logs complets, etc.).
- icônes en 512×512 pixels.

#### Les fonctionnalités supprimées
- Disparition de Classic (qui permettait de lancer des applications Mac OS 9).
- la pendule flottante n'existe plus. L'heure, comme autrefois, n'est plus disponible que dans la barre des menus (mais il suffit de récupérer l'exécutable Horloge dans l'ancienne version du système).
- le correcteur orthographique ne comporte plus le bouton « proposer ». Ce bouton permettait de faire corriger le mot tapé manuellement, disposition particulièrement utile quand il y a trop de fautes de frappe pour que le correcteur identifie le mot. Il ne reste maintenant plus que l'ajout par clic droit et le dictionnaire manuel.
- le menu préférences réseaux sous le menu pomme n'est plus disponible (mais certains réglages peuvent le faire réapparaître).

#### Les mises à jour des logiciels livrés avec le système d'exploitation
- Photo Booth, qui permet de prendre des photos et de leur appliquer des effets spéciaux (plusieurs nouveaux effets ont été intégrés pour les Mac-Intel), sera compatible avec d'autres appareils que l'iSight ;
- Front Row, qui permet d'utiliser les fonctionnalités multimédia d'un Mac à distance, sera intégré au système d'exploitation et adoptera le même thème que celui utilisé par l'Apple TV ; cependant, Apple n'a pas précisé si la fonctionnalité sera disponible pour les Mac qui ne sont pas munis d'un récepteur infra-rouge, qui permet le contrôle à distance via l’Apple Remote ;
- nouvelle version de Mail, qui permettra entre autres de choisir entre plusieurs modèles de messages en HTML et de considérer des messages comme des tâches (ces dernières pouvant être partagées entre plusieurs applications) ;
- nouvelle version de Safari (v3), avec notamment l'ajout de la fonctionnalité « WebClip », pour transformer une portion de page web en widget, la protection anti-hameçonnage grâce à Google et la possibilité de gérer manuellement les onglets ;
- nouvelle version d’iCal, avec notamment la gestion du protocole CalDAV ;
- nouvelle version du Lecteur DVD, avec notamment la possibilité de créer ses propres extraits ;
- nouvelle version d’iChat, l'application de messagerie instantanée d'Apple, avec comme nouveautés la connexion à plusieurs comptes simultanément, la possibilité d'être invisible pour les autres utilisateurs, l'enregistrement des conversations audio et vidéo, un nouveau codec pour une meilleure qualité audio lors des conversations, l'apparition des onglets pour gérer ses conversations, l'intégration des effets de Photo Booth aux conversations vidéos, « iChat Theather », pour partager avec ses correspondants ses présentations, ses diaporamas ou ses séquences, mais aussi son bureau, et enfin les « Backdrops », pour placer une image ou une séquence en incrustation lors d'une conversation vidéo, sans fond bleu ou vert (pour les Mac-Intel).
- nouvelle version (1.5) de TextEdit, qui corrige certains bugs (entre autres, l'accès à toutes les lignes des grandes cellules de tableau est maintenant possible), et propose le format odt en lecture et en enregistrement.

#### Nouveautés pour développeurs
(janvier 2015).
- Nouvelle version d'Xcode 3.0, ainsi que l'utilitaire Xray, une interface graphique pour le framework DTrace, destiné à analyser et optimiser les performances d'une application
- Nouveau système d'allocation dynamique de mémoire.
- Disponibilité officielle de Dashcode, une application de développement de widgets pour Dashboard.
- L'allocation aléatoire de mémoire (sécurité)
- SandBox qui restreint une application pour ne lui donner accès qu'à ce dont elle a besoin (sécurité)
- Le tag automatique de toutes les applications téléchargées pour savoir d'où elles viennent

## Nouveautés
Parmi les nouveautés, voici une liste non exhaustive :
- compte « invité » (utilisateur temporaire dont les fichiers sont supprimés dès sa fermeture de session)* ;
- fonction répondeur audio/vidéo dans iChat ;
- restauration de fichiers supprimés (fonctionnalité distincte de Time Machine)* ;
- synchronisation .mac de davantage d'éléments* ;
- intégration de la correction grammaticale dans tout le système (donc accessible aux applications tierces, comme c'est déjà le cas pour la correction orthographique)* ;
- support du système de fichiers ZFS ;
- pare-feu internet davantage personnalisable*.

## Certification UNIX 03
Mac OS X 10.5 sur Intel a reçu la certification UNIX 03 de la part de l’Open Group en mai 2007. Dès lors, on peut considérer que Mac OS X est le premier système d'exploitation de type BSD à recevoir la certification UNIX.

## Mises à jour
| Mac OS X No de version | Build | Date              | Note                                       |
| ---------------------- | ----- | ----------------- | ------------------------------------------ |
| 10.5.0                 | 9A581 | 26 octobre 2007   | Disponible sur DVD                         |
| 10.5.1                 | 9B18  | 15 novembre 2007  | Disponible sur DVD                         |
| 10.5.2                 | 9C31  | 11 février 2008   | Disponible sur DVD                         |
| 10.5.3                 | 9D34  | 28 mai 2008       | Disponible sur DVD                         |
| 10.5.4                 | 9E17  | 30 juin 2008      | Disponible sur DVD                         |
| 10.5.5                 | 9F33  | 15 septembre 2008 | Téléchargement, À propos de la mise à jour |
| 10.5.6                 | 9G55  | 15 décembre 2008  | Téléchargement, À propos de la mise à jour |
| 10.5.6                 | 9G66  |                   | Disponible sur DVD                         |
| 10.5.7                 | 9J61  | 12 mai 2009       | Téléchargement, À propos de la mise à jour |
| 10.5.8                 | 9L30  | 6 août 2009       | Téléchargement, À propos de la mise à jour |

## Évolutions
Lors de la WWDC 2008, Apple a présenté aux développeurs un aperçu de l'évolution de Leopard appelé Snow Leopard. Cette nouvelle version est commercialisée depuis le 28 août 2009 et arrêtée le 14 mars 2013.